# The Nashville Sessions
The Nashville Sessions è un CD di Townes Van Zandt, pubblicato dalla Rhino Records (e dalla Tomato Records, 598.1079.29) nel dicembre del 1993. I brani del disco furono registrati nel 1974 al Jack Clement Studios di Nashville, Tennessee (Stati Uniti).
L'album raccoglie registrazioni effettuate dal cantautore texano nel 1974, che non furono in quel periodo pubblicate a causa del fallimento della casa discografica (Poppy Records) per cui l'artista incideva.

## Tracce
Brani composti da Townes Van Zandt.
1. At My Window – 3:43
2. Rex's Blues – 2:29
3. No Place to Fall – 2:34
4. Buckskin Stallion – 2:50
5. White Freight Liner Blues – 3:15
6. The Snake Song – 1:40
7. Loretta – 2:25
8. Two Girls – 3:05
9. The Spider Song – 2:03
10. When She Don't Need Me – 2:17
11. Pueblo Waltz – 2:18
12. Upon My Soul – 1:55

## Musicisti
- Townes Van Zandt - chitarra, voce